# Luigi Gaiter
Luigi Gaiter (Caprino Veronese, 1815 – 1895) è stato un letterato italiano.

## Biografia
Ispirato dalla letteratura romantica allora in voga, scrisse una novella in versi (La prigioniera del Lago di Garda, pubblicata nel 1834) dove si narra la storia di Adelaide di Borgogna, regina d'Italia e poi moglie dell'imperatore Ottone I, che venne imprigionata nella Rocca di Garda e fuggì in modo rocambolesco.
Luigi Gaiter è noto anche per aver curato la prima edizione completa del Tesoro di Brunetto Latini.